# Heinrich Christian Schumacher
Heinrich Christian Schumacher (født 3. september 1780 i Bramstedt, Holsten, død 28. december 1850 i Altona) var en dansk/tysk astronom og geodæt.

## Barndom og ungdom
Schumacher var søn af den kongelige danske amtmand Andreas Schumacher i Segeberg Amt i Holsten. Allerede som 7-årig blev han af faderen fremstillet for den daværende kronprins, den senere kong Frederik VI og Schumacher kunne flere gange senere i sit liv nyde godt af kongens gunst. Da han var 10 år gammel døde faderen, og moderen og sønnen flyttede til Altona, hvor Schumacher kom i gymnasiet. Fra 1799 til 1804 studerede han jura ved universiteterne i Göttingen og Kiel og efter at have afsluttet studiet kom han til universitetet i Dorpat (Tartu) i det nuværende Estland som docent i retsvidenskab. Her mødte han den derværende professor i astronomi og direktør for observatoriet, Johann Wilhelm Andreas Pfaff, som fik hans interesser drejet i retning af matematik og astronomi. Schumacher havde allerede fra barndommen haft en vis interesse for disse fag.

## Fra jura til astronomi
I 1807 kom Schumacher til København for at tiltræde en stilling ved Rentekammeret. På grund af krigsforholdene blev ansættelsen ikke til noget, og i stedet fik han et kongeligt etårigt stipendium til fortsatte studier i astronomi. Han rejste til Göttingen, hvor han mødte den kun tre år ældre, men allerede berømte matematiker og astronom Carl Friedrich Gauss. Denne fik ham specielt begejstret for geodæsien, dvs. videnskaben om jordklodens form. Efter udløbet af det etårige stipendium vendte Schumacher tilbage til sim hjemby Altona, hvor han knyttede forbindelse med Johann Georg Repsold, som var leder af observatoriet i nabobyen Hamborg.
I 1810 blev Schumacher ekstraordinær professor i astronomi ved Københavns Universitet. Da den daværende ordinære professor, Thomas Bugge, ikke ønskede hans tilstedeværelse i København, forblev han i Altona og var oven i købet en overgang direktør for observatoriet i Mannheim. Ved Bugges død i 1815 overtog han det ordinære professorat i astronomi. Året efter var han initiativtager til oprettelsen af Den danske Gradmaaling (det senere Geodætisk Institut) og blev denne institutions første direktør. Ved endnu et udslag af kongelig nåde fik han dog lov til at blive i Altona, bl.a. fordi han havde fået til opgave at foretage geodætiske opmålinger af hele den jyske halvø fra Skagen til Lauenburg. Disse opmålinger skulle sammenkobles med opmålinger, som Gauss samtidig foretog syd for Elben, således at det danske område blev integreret i den europæiske opmåling. I 1820 fik han af Videnskabernes Selskab i København til opgave at foretage en opmåling og kortlægning af hele Holsten.

## Observatoriet i Altona
I 1821 købte Schumacher et hus i Altonas pragtgade, Palmaille, og her indrettede han sig i haven sit eget observatorium. Endnu engang var det muliggjort af en kongelig gunst, som gav ham et årligt budget til medarbejdere og desuden gav ham tilladelse til at forblive i Altona resten af sit liv, til trods for, at han stadig var indehaver af professoratet i astronomi ved Københavns Universitet. Samtidig begyndte Schumacher udgivelsen af tidskriftet Astronomische Nachrichten, som hurtigt blev det førende kommunikationsmiddel mellem alle verdens astronomer med bidrag fra Gauss, Encke, Olbers, Herschel og mange flere. Schumacher var en verdensmand og overordentlig gæstfri. Tidens berømte astronomer kom på besøg i Altona og kunne regne med at bo hos ham. De unge astronomer, som han antog som elever og medarbejdere, boede som regel også hos ham privat. Det gælder f.x. Thomas Clausen, Peter Andreas Hansen, Theodor Brorsen og Adolf Cornelius Petersen, som i øvrigt alle kom fra det nuværende Nordslesvig (Sønderjylland).

## Opgaver
Ud over de allerede nævnte opgaver, som blev udført mere eller mindre fuldstændigt i Schumachers tid, kan nævnes, at han i 1824 ved hjælp af kronometre foretog en nøjagtig bestemmelse af længdeforskellen mellem Greenwich og Altona. I 1830 foretog han længdebestemmelser ved hjælp af pendulsvingninger på Fyn. Han foretog i 1844 en opmåling af tracéen for jernbanelinjen mellem Altona og Kiel og bestemte en middeltid for jernbanens fartplaner mere end 40 år før den første internationale meridiankonference og 50 år før indførelsen af middeleuropæisk tid. Efter den store brand i Hamborg i 1842 foretog han en trigonometrisk opmåling af byområdet. Han udgav desuden et utal af astronomiske og matematiske hjælpetavler og årbøger.

## De sidste år
Schumacher var fra barns ben svagelig, og den megen rejseaktivitet i forbindelse med de forskellige undersøgelser tog hårdt på ham. Desuden fik han økonomiske problemer i forbindelse med kongeskiftet i 1839. Den nye konge, Christian VIII var ikke nær så gavmild, som Frederik VI havde været. Problemerne kulminerede i forbindelse med den Treårskrigen i 1848–1850. Schumacher havde altid været en kongetro helstatsmand, og som sådan måtte han finde sig i at blive sat i husarrest af den slesvig-holstenske regering, som i øvrigt var fuldstændig uinteresseret i hans videnskabelige foretagender. Alle disse genvordigheder knækkede ham, og han døde den 28. december 1850.

## Eftertiden
Observatoriet i Schumachers have i Altona var i funktion indtil 1872, da det blev besluttet at nedlægge det og flytte instrumenterne til observatoriet i Kiel. Det smukke barokhus i Palmaille blev offer for et allieret bombeangreb i 1941. Schumachers gravsten findes stadig ved resterne af den i øvrigt nedlagte Helligånds-kirkegård i Altona. Tidskriftet Astronomische Nachrichten eksisterer den dag i dag.

## Hæder
- Han blev etatsråd 1828 og konferensråd 1840.
- Ridder af Dannebrogordenen 1819, Kommandør 1836 og Storkors 1847.
- Dannebrogsmændenes Hæderstegn 1824